# Орлине болото
Орлине або Карталійське болото — лагуна на болгарському узбережжі Чорного моря, за 2 км на схід від села Дуранкулак і на північ від озера Дуранкулак, біля кемпінгу "Космос". Його площа перевищує 550 гектарів. Від моря відділене піщаною косою шириною до 100 м і висотою 1 - 2 м.  Місцеві жителі називають болото "Карталієца".  Її назва походить від тюркського слова "картал", що означає орел, так як пернаті хижаки розповсюджені над цим болотом і сусіднім Карталбуруном.  Озеро Дуранкулак ділиться на три частини - південну, південно - західну частина - Ваклинський рукав (Ваклиновський дол) і на меншу, північну частину, яка називається Орлине болото (озеро). 
Береги болота густо заростають очеретом і рогозом. Глибина невелика, але болото повно п'явок. Картелійське болото з'єднане з Дуранкулакським озером  штучним каналом.  У цьому районі є об'єкти рибальських господарств. 